# Babcock International
Babcock International è una multinazionale con sede in Gran Bretagna. È specializzata nella gestione complessa di sistemi ed infrastrutture. La compagnia possiede contratti sia con i governi dei paesi in cui opera, sia a livello locale che nazionale, sia con vari operatori privati.
La compagnia opera in tutto il mondo, direttamente o attraverso società da lei controllate, in Africa, Nord America, Sud America, Europa e Australia. Babcock è quotata alla borsa di Londra all’indice FTSE 100.